# Primula eximia
Primula eximia är en viveväxtart som beskrevs av Edward Lee Greene. Primula eximia ingår i släktet vivor, och familjen viveväxter. Inga underarter finns listade i Catalogue of Life.